# Leif Johansson (seglare)
Leif Johansson, född 9 augusti 1942, är en svensk seglare.
Leif Johansson seglade IC-kanot för Stockholms Segelsällskap. Han tog silvermedalj vid världsmästerskapen 1975 i IC-kanot och kom på fjärde plats vid VM 1972. 
Johansson blev svensk mästare i IC-kanot 1975, tog en silvermedalj vid SM 1974, fick bronsmedaljer vid SM 1980 och 1981 samt tog en fjärdeplats vid SM 1973. 